# Алі Ель-Каф
Алі Мохамед Ель-Каф Ель-Саїд Дауд (араб. علي محمد الكف السيد, 15 червня 1906, Бені-Суейф, Єгипет — 1979) — єгипетський футболіст, що грав на позиції захисника за клуб «Замалек», а також національну збірну Єгипту.

## Клубна кар'єра
У футболі відомий за виступами у командах «Терсана» і «Замалек». 

## Виступи за збірну
У складі збірної був учасником футбольного турніру на Олімпійських іграх 1936 року у Берліні. Був присутній в заявці збірної на чемпіонаті світу 1934 року в Італії, але на поле не виходив.
Помер 1 січня 1979 року на 73-му році життя.

## Титули і досягнення
- Володар Кубка Султана Хусейна: (1)

«Терсана»: 1930
- Володар Кубка Єгипту: (3)

«Замалек»: 1932, 1935, 1938
- Чемпіон Каїру: (1)

«Замалек»: 1931-32